# 二甲硫基甲烷
二甲硫基甲烷，按照中国化学会命名法叫做2,4-二硫杂戊烷，是一种有机化合物，也是松露味道的主要成分，常用作合成香剂添加在松露油等产品中。
二甲硫基甲烷可以在盐酸的催化下由甲硫醇和甲醛缩合而成。
2 CH3SH + H2C=O + HCl(aq) → CH3SCH2SCH3 + H2O

## 外部連結
- External MSDS（页面存档备份，存于）